# Milaan-San Remo 1971
De wielerwedstrijd Milaan-San Remo 1971 werd gereden op 19 maart. Het parcours van deze 62e editie was 288 kilometer lang.  De winnaar legde de afstand af in 7u 21min 20sec. De Belg Eddy Merckx won solo voor de Italiaan Felice Gimondi en de Zweed Gösta Pettersson.
Na de plechtigheid vertrok Merckx meteen naar België om de ontvangen bloemen op de kist van Jean-Pierre Monseré te leggen. De toenmalige UCI-wereldkampioen kwam enkele dagen eerder om het leven tijdens een voorbereidingswedstrijd voor Milaan-San Remo.

## Deelnemende ploegen
| Deelnemende ploegen | Deelnemende ploegen | Deelnemende ploegen | Deelnemende ploegen |
| ------------------- | ------------------- | ------------------- | ------------------- |
| Molteni             | Salvarani           | Ferretti            | Bic                 |
| Sonolor-Lejeune     | Watney-Avia         | Cosatto             | Filotex             |
| Hertekamp-Magniflex | Goudsmit-Hoff       | Werner              | Dreher              |
| Peugeot-BP-Michelin | GBC-Zimba           | Zonca               | Scic                |

## Uitslag
| Milaan–San Remo 1971 |                        |                     |          |
| Plaats               | Naam                   | Ploeg               | Tijd     |
| Winnaar              | Eddy Merckx            | Molteni             | 7u21'20" |
| 2                    | Felice Gimondi         | Salvarani           | +30"     |
| 3                    | Gösta Pettersson       | Ferretti            | z.t.     |
| 4                    | Roberto Ballini        | Ferretti            | z.t.     |
| 5                    | Joseph Bruyère         | Molteni             | +38"     |
| 6                    | Joseph Spruyt          | Molteni             | +45"     |
| 7                    | Gianni Motta           | Salvarani           | +47"     |
| 8                    | Roger Rosiers          | Bic                 | +1'22"   |
| 9                    | Albert Van Vlierberghe | Ferretti            | z.t.     |
| 10                   | Yves Hezard            | Sonolor-Lejeune     | +2'01"   |
| 11                   | Frans Verbeeck         | Watney-Avia         | +2'10"   |
| 12                   | André Dierickx         | Watney-Avia         | z.t.     |
| 13                   | Lucien Aimar           | Sonolor-Lejeune     | +2'15"   |
| 14                   | Erik Pettersson        | Ferretti            | +2'30"   |
| 15                   | Enrico Maggioni        | Cosatto             | z.t.     |
| 16                   | Georges Pintens        | Hertekamp-Magniflex | +2'37"   |
| 17                   | Marino Basso           | Molteni             | z.t.     |
| 18                   | Gerben Karstens        | Goudsmit-Hoff       | z.t.     |
| 19                   | Gustaaf Van Roosbroeck | Watney-Avia         | z.t.     |
| 20                   | Jan Janssen            | Bic                 | z.t.     |

1907 · 1908 · 1909 · 1910 · 1911 · 1912 · 1913 · 1914 · 1915 · 1916 · 1917 · 1918 · 1919 · 1920 · 1921 · 1922 · 1923 · 1924 · 1925 · 1926 · 1927 · 1928 · 1929 · 1930 · 1931 · 1932 · 1933 · 1934 · 1935 · 1936 · 1937 · 1938 · 1939 · 1940 · 1941 · 1942 · 1943 · 1944 · 1945 · 1946 · 1947 · 1948 · 1949 · 1950 · 1951 · 1952 · 1953 · 1954 · 1955 · 1956 · 1957 · 1958 · 1959 · 1960 · 1961 · 1962 · 1963 · 1964 · 1965 · 1966 · 1967 · 1968 · 1969 · 1970 · 1971 · 1972 · 1973 · 1974 · 1975 · 1976 · 1977 · 1978 · 1979 · 1980 · 1981 · 1982 · 1983 · 1984 · 1985 · 1986 · 1987 · 1988 · 1989 · 1990 · 1991 · 1992 · 1993 · 1994 · 1995 · 1996 · 1997 · 1998 · 1999 · 2000 · 2001 · 2002 · 2003 · 2004 · 2005 · 2006 · 2007 · 2008 · 2009 · 2010 · 2011 · 2012 · 2013 · 2014 · 2015 · 2016 · 2017 · 2018 · 2019 · 2020 · 2021 · 2022 · 2023 · 2024 · 2025
Lijst van beklimmingen